# 1060 (numero)
Millesessanta (1060) è il numero naturale dopo il 1059 e prima del 1061.

## Proprietà matematiche
- È un numero pari.
- È un numero composto da 12 divisori: 1, 2, 4, 5, 10, 20, 53, 106, 212, 265, 530, 1060. Poiché la somma dei suoi divisori (escluso il numero stesso) è 1208 > 1060, è un numero abbondante.
- È un numero semiperfetto in quanto pari alla somma di alcuni (o tutti) i suoi divisori.
- È un numero congruente.
- È un numero intoccabile.
- È un numero palindromo e un numero ondulante nel sistema numerico esadecimale (424).
- È un numero odioso.
- È parte delle terne pitagoriche (92, 1056, 1060), (384, 988, 1060), (560, 900, 1060), (636, 848, 1060), (795, 1060, 1325), (1060, 1113, 1537), (1060, 2544, 2756), (1060, 2709, 2909), (1060, 5247, 5353), (1060, 5568, 5668), (1060, 11211, 11261), (1060, 14025, 14065), (1060, 28080, 28100), (1060, 56175, 56185), (1060, 70221, 70229), (1060, 140448, 140452), (1060, 280899, 280901).

## Astronomia
- 1060 Magnolia è un asteroide della fascia principale del sistema solare.
- NGC 1060 è una galassia nella costellazione del Triangolo.

## Astronautica
- Cosmos 1060 è un satellite artificiale russo.